# Локборн (Огайо)
Локборн (англ. Lockbourne) — селище (англ. village) в США, в округах Франклін і Пікавей штату Огайо. Населення — 236 осіб (2020).

## Географія
Локборн розташований за координатами 39°48′32″ пн. ш. 82°59′15″ зх. д. / 39.80889° пн. ш. 82.98750° зх. д. (39.808840, -82.987481).  За даними Бюро перепису населення США в 2010 році селище мало площу 2,06 км², з яких 1,94 км² — суходіл та 0,12 км² — водойми. В 2017 році площа становила 2,17 км², з яких 2,03 км² — суходіл та 0,14 км² — водойми.

## Демографія
Згідно з переписом 2010 року, у селищі мешкало 237 осіб у 95 домогосподарствах у складі 69 родин. Густота населення становила 115 осіб/км².  Було 108 помешкань (52/км²).
Расовий склад населення:
| - 97,9 % — білих |

До двох чи більше рас належало 1,7 %. Частка іспаномовних становила 2,5 % від усіх жителів.
За віковим діапазоном населення розподілялося таким чином: 24,5 % — особи молодші 18 років, 54,8 % — особи у віці 18—64 років, 20,7 % — особи у віці 65 років та старші. Медіана віку мешканця становила 38,9 року. На 100 осіб жіночої статі у селищі припадало 91,1 чоловіків;  на 100 жінок у віці від 18 років та старших — 86,5 чоловіків також старших 18 років.
Середній дохід на одне домашнє господарство  становив 36 873 долари США (медіана — 34 583), а середній дохід на одну сім'ю — 39 984 долари (медіана — 38 125). За межею бідності перебувало 24,2 % осіб, у тому числі 8,9 % дітей у віці до 18 років та 12,5 % осіб у віці 65 років та старших.
Цивільне працевлаштоване населення становило 63 особи. Основні галузі зайнятості: роздрібна торгівля — 20,6 %, освіта, охорона здоров'я та соціальна допомога — 14,3 %, науковці, спеціалісти, менеджери — 12,7 %, фінанси, страхування та нерухомість — 11,1 %.